# Backlash
Backlash (deutsch „Gegenschlag, Rückschlag“) ist eine Bezeichnung für reaktionäre Bestrebungen, die gegen als fortschrittlich erachtete Entwicklungen gerichtet sind, sowie für die Rückkehr konservativer Wertvorstellungen und die Stärkung solcher politischen Kräfte. Nachdem der Begriff Anfang des zwanzigsten Jahrhunderts zunächst für starke negative Reaktionen auf verschiedene politische und gesellschaftliche Entwicklungen angewandt wurde, bezieht er sich im gegenwärtigen US-amerikanischen Sprachgebrauch auf wiederkehrende Bestrebungen einer in der Vergangenheit als privilegiert angesehenen Gruppe von Menschen, neu gewonnene Rechte und Freiheiten einer bis dahin als unterprivilegiert angesehenen Gruppe rückgängig zu machen.

## Backlash gegen die Bürgerrechtsbewegung
In den Vereinigten Staaten und im Vereinigten Königreich entstand ab den 1950er Jahren ein Backlash gegen die Errungenschaften und Ziele der Bürgerrechtsbewegung. Gegen die Entscheidungen des Obersten Gerichtshofs der Vereinigten Staaten in Brown v. Board of Education, welche die Rassentrennung an öffentlichen Schulen für verfassungswidrig erklärten, gab es insbesondere in den amerikanischen Südstaaten große Proteste. Im Frühjahr 1956 unterzeichneten führende Politiker aus den Südstaaten das sogenannte Southern Manifesto, ein Protestschreiben gegen die Rassenintegration. Nach der Entscheidung des Supreme Court war die Rassensegregation zwar de jure verboten, de facto gab es in den Jahren nach Brown v. Board of Education verstärkte Bemühungen, weiße Schüler von schwarzen Schülern zu trennen, z. B. indem weiße Schüler hauptsächlich in privaten Schulen unterrichtet wurden, auf die sich das Gerichtsurteil nicht bezog. Einen Backlash gab es auch gegen den Civil Rights Act of 1964 und insbesondere die Executive Order 11246 von Präsident Lyndon B. Johnson, die festlegte, dass staatliche und staatlich finanzierte Arbeitgeber Personen nicht mehr wegen ihrer Hautfarbe und Ethnizität diskriminieren dürfen und Maßnahmen (Affirmative Action) ergreifen müssen, um Chancengleichheit sicherzustellen.
Anfang der 1980er Jahre manifestierte sich eine von ihren Gegnern als Conservative Backlash bezeichnete Bewegung durch das Erstarken der Neo-Konservativen oder der Neuen Rechten, die im Verlauf der letzten 20 Jahre eine erhebliche Definitionsmacht in der gesamten US-amerikanischen Gesellschaft erreichen konnte.

## Antifeministischer Backlash
Susan Faludi popularisierte den Begriff Backlash in ihrem gleichnamigen Buch (1991). Darin definiert sie die antifeministische Backlash-Bewegung als einen machtvollen Gegenangriff auf Frauenrechte, der darauf zielt, die Erfolge des Feminismus zunichtezumachen. Faludi zufolge war Mitte des 19. Jahrhunderts, um die Jahrhundertwende, sowie in den 1940er und 1970er Jahren jeweils ein antifeministischer Backlash zu verzeichnen, der feministische Bestrebungen zum Erliegen brachte. Dem Feminismus seien die meisten sozialen Probleme, darunter auch die Unzufriedenheit von Frauen sowie Mythen wie der „weibliche Burnout“, die „Krise der Unfruchtbarkeit“ und der „Mangel an heiratsfähigen Männern“, angelastet worden.
Die feministische Literaturwissenschaftlerin bell hooks führt aus, dass jegliche tiefgreifende Kritik an patriarchaler Maskulinität die bestehenden Herrschaftsstrukturen bedrohe und einen antifeministischen Backlash erzeuge. In seiner diskursanalytischen Untersuchung vermutete John K. Wilson, dass es sich bei der Debatte über politische Korrektheit und insbesondere sexuelle Korrektheit in den Medien um einen Backlash gegen den Feminismus handelt.

## Anti-„PC“-Kampagne
Als eine wichtige Backlash-Strategie wird die „anti-Politische Korrektheits-(PC)“-Kampagne angesehen. Emanzipatorische Bewegungen und egalitäre Veränderungen sollten damit zurückgedrängt werden. Insbesondere habe sich der Widerstand gegen die „multikulturelle Gesellschaft“ gerichtet. Mit der Kampagne sei eine Furcht vor einer Unterwanderung, „Balkanisierung“ und letztlich Auflösung der „gemeinsamen“ amerikanischen Kultur als Folge der Forderung nach einer größeren kulturellen Vielfalt geweckt worden. Es sei darum gegangen, was als nationale Norm angesehen werden sollte. Als politische Strategie habe man sich mit Bezug auf das Schlagwort „politisch korrekt“ linke Begrifflichkeiten angeeignet, deren Bedeutungen man entleert und mit eigenen Normvorstellungen versehen gegen alles gewendet habe, was den traditionellen Vorstellungen vom „Schmelztiegel“ und dem westlichen Gedankengut widersprach. Alles, was nicht den tradierten Vorstellungen vom „amerikanischen weißen Mann“ entsprach, habe als „politisch korrekt“, unamerikanisch und undemokratisch gegolten. Wer diese „amerikanischen“ Normen kritisieren oder verändern wollte, habe als „intolerant“ und „gleichmacherisch“ gegolten, „Zensur“ ausgeübt, die amerikanische Gesellschaft mit „PC/MC“ infiziert oder sich wie die „Sturmtruppen“ verhalten. Konservative verwendet das Schlagwort „PC“, um sich als Opfer einer politisch korrekten, allmächtigen, linken „Zensur“ darzustellen. Die „PC“-Kampagne stehe in einer Geschichte von Kämpfen um das, was „amerikanisch“ sein solle und was nationale Identität ausmache. Die Kampagne sei als ein Ausdruck der Krise der Identität der amerikanischen Gesellschaft gewesen. Ihre Motivation und ihre Heftigkeit sei diesem Kampf um nationale Identität entsprungen.
Ariane Manske hat die Entstehung und Entwicklung der US-amerikanischen Debatte um politische Korrektheit untersucht und festgestellt, dass es sich bei dieser Debatte um einen konservativen Backlash handelt, der liberale Reformvorhaben wie Affirmative Action und speech codes (im Sinne von nicht-diskriminierenden Sprachregelungen) verhindern sollte. Konservative Kräfte benutzten „politische Korrektheit“ als „Oberbegriff für unterschiedliche liberale Reformvorhaben im gesellschaftlichen und universitären Bereich“ und diffamierten die politisch korrekten Liberalen als extremistisch. So charakterisierte die US-amerikanische Antifeministin Camille Paglia „politische Korrektheit“ als „Faschismus der Linken“ („fascism of the left“) und die Menschen, die ihm anhingen, verhielten sich Paglia zufolge „wie die Hitlerjugend“ („like the Hitler Youth“).
Die Politikwissenschaftlerin Katrin Auer analysierte mehrere Forschungsergebnisse zur Anti-„PC“-Debatte und kommt zu dem Schluss, dass die ideologischen Funktionen des Anti-„PC“-Diskurses ein antifeministischer Backlash, die Re-Etablierung antisemitischer Codes sowie die Enttabuisierung rassistischer und revisionistischer Inhalte sind. Unter dem Phänomen „Political Correctness“ werde eine Reihe emanzipatorischer und linker Maßnahmen und Theorien subsumiert und diffamiert. Eine wesentliche Funktion des Diskurses sei die Möglichkeit, antifeministische, rassistische, antisemitische und andere diskriminierende Äußerungen wieder tätigen zu können, ohne dabei wesentliche Sanktionen befürchten zu müssen. Innerhalb des Anti-„PC“-Diskurses seien insbesondere repatriarchalisierende und remaskulinisierende Tendenzen zu erkennen. Dazu schreibt Auer:: 

„Generell ist die Ausrichtung des Anti-„PC“-Diskurses von Re-Patriarchalisierungs- und Normalisierungstendenzen geprägt. Unter dem Begriff der Re-Patriarchalisierung sind hier nicht nur sämtliche sexistische und antifeministische Intentionen zu fassen, sondern ebenso (neo-)rassistische, antisemitische, nationalisierende, homophobe und prinzipiell homogenisierende Bestrebungen, die die umfassende Restauration westlich-patriarchaler Ordnungsmodelle zum Ziel haben.“

## „Backlash“ und die politische Entwicklung der USA
Im Online-Magazin Politico wurde das Phänomen des Backlash als Folge eines in der Vergangenheit oft kompromisslosen progressiven Aktivismus und fehlender Debattenkultur erklärt: Wiederholte linksliberale Erfolge in der Gesellschaftspolitik (zu Themen wie Abtreibung, Gleichgeschlechtliche Ehe oder Transgender-Rechten) würden in der öffentlichen Debatte von „Verachtung über rechtsgerichtete Steinzeit-Ansichten“ begleitet. Das linksliberale Amerika spreche der politischen Rechten generell politische Legitimität und intellektuelle Integrität ab. So bezeichnete etwa Hillary Clinton die Zielgruppe ihres Gegners Donald Trump als „Klägliche“ (deplorables). Der „ungebremste soziale Aktivismus“ der letzten Jahre und Jahrzehnte habe bei vielen Amerikanern zu einer Frustration über die Delegimitierung ihrer eigenen Lebensweise geführt. Diese Frustration habe die Wahl von Donald Trump erst ermöglicht.
Ähnlich argumentiert der Politologe Peter Beinart: Die Erfahrungen der 1930er- und 1960er-Jahre zeigten im US-amerikanischen Kontext zwar deutlich, dass linker Aktivismus zu großen Reformen führen könne. Durch diese Reformen würden jedoch Kräfte freigesetzt, die vielen Menschen als chaotisch erscheinen, und sich beispielsweise in den Rassenunruhen der 1960er-Jahre entladen hätten. Dies wiederum begünstige eine rechte, auf Law and Order ausgerichtete Gegenbewegung.
Allerdings wird in der jüngsten Zeit auch ein Backlash in die Gegenrichtung beobachtet: Als Reaktion auf Trumps Politik sei, so der CNN-Journalist John Blake, ein progressiver Backlash, der so genannte „Trumplash“, zu erwarten. Insbesondere junge Menschen, Frauen und Angehörige von Minderheiten würden sich nun stärker politisch engagieren und am Aufbau einer dauerhaften politischen Koalition für die Demokratische Partei mitwirken.